# Aaholminpauha
Aaholminpauha är en holme i Finland. Den ligger i Bottenhavet och i kommunen Nystad i den ekonomiska regionen  Nystadsregionen i landskapet Egentliga Finland, i den sydvästra delen av landet. Ön ligger omkring 69 kilometer nordväst om Åbo och omkring 220 kilometer väster om Helsingfors. Den ligger några hundra meter väster om ön Aaholmi.
Öns area är 0,3 hektar och dess största längd är 80 meter i sydöst-nordvästlig riktning.